# Adam Wańkowicz
Adam Wańkowicz herbu Lis (zm. w 1636 roku) – wojski miński.
Żonaty z Ewą Dąbrowską.
Jeden z fundatorów prawosławnego Soboru Świętych Piotra i Pawła w Mińsku w 1612 roku. 